# كاثاك
كاثاك المعروف أيضاً في الهندية باسم कथक هي واحدة من الأشكال الثمانية الرئيسية للرقص الهندي الكلاسيكي. يرجع أصل كاثاك تقليدياً إلى الشعراء المتنقلين في شمال الهند القديمة المعروفين باسم كاثاكارز أو رواة القصص. مصطلح كاثاك مُشتق من الكلمة الفيدية السنسكريتية كاثا التي تعني «قصة»، وكاثاكا التي تعني «الشخص الذي يروي قصة»، أو «الذي يعمل بالقصص». ينقل الكاثاكار المتجولون القصص من الملاحم العظيمة والأساطير القديمة من خلال الرقص والأغاني والموسيقى بطريقة مشابهة للمسرح اليوناني المبكر. يحكي راقصو الكاثاك القصص المختلفة من خلال حركات اليد والقدمين، ولكن الأهم من خلال تعابير الوجه. تطورت الكاثاك خلال حركة بهاكتي، لا سيما من خلال دمج الطفولة وقصص إله الهندوس كريشنا، وكذلك بشكل مستقل في الجلسات التي كانت تُعقد في الممالك شمال الهند.

## معرض صور

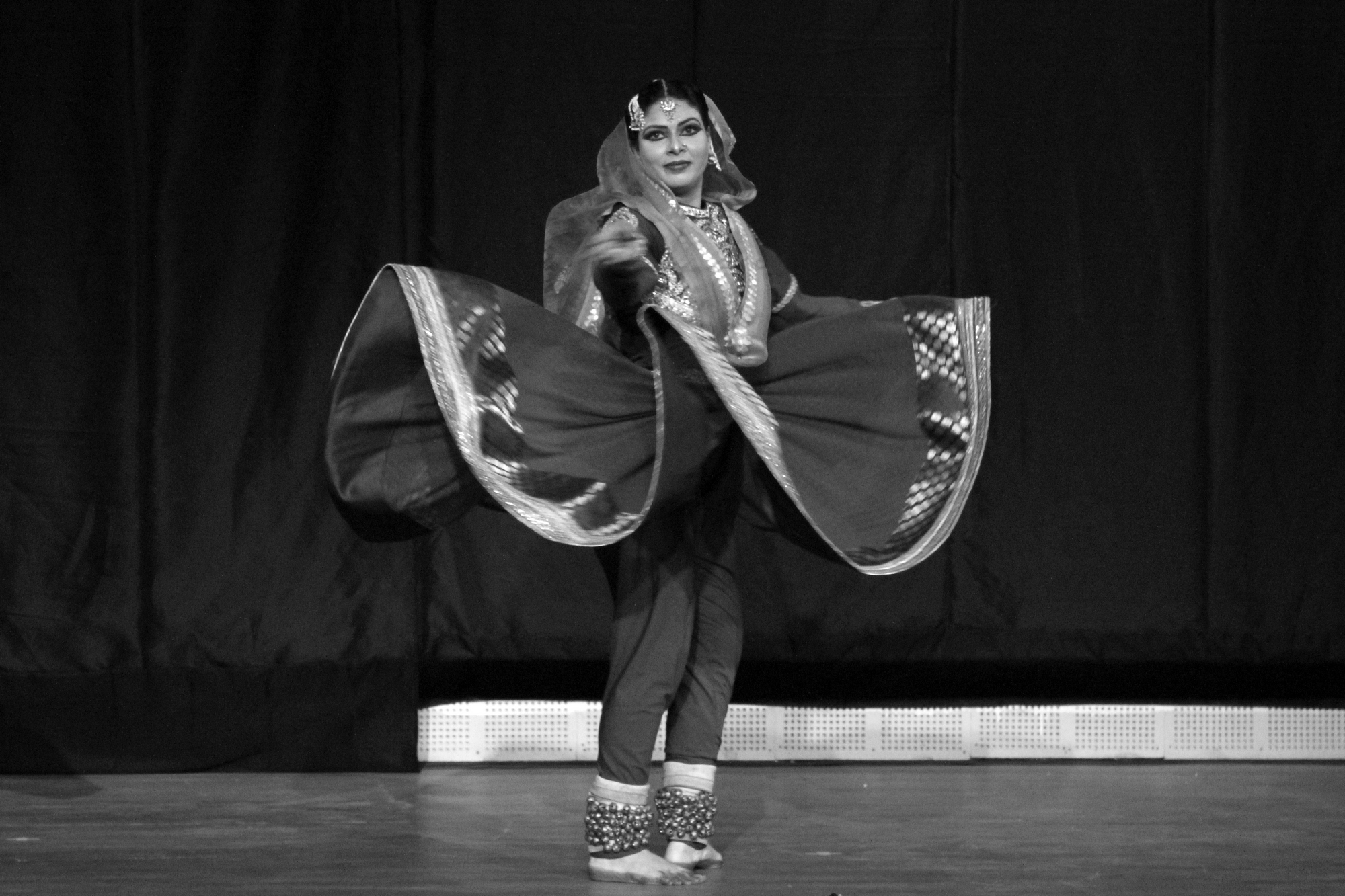
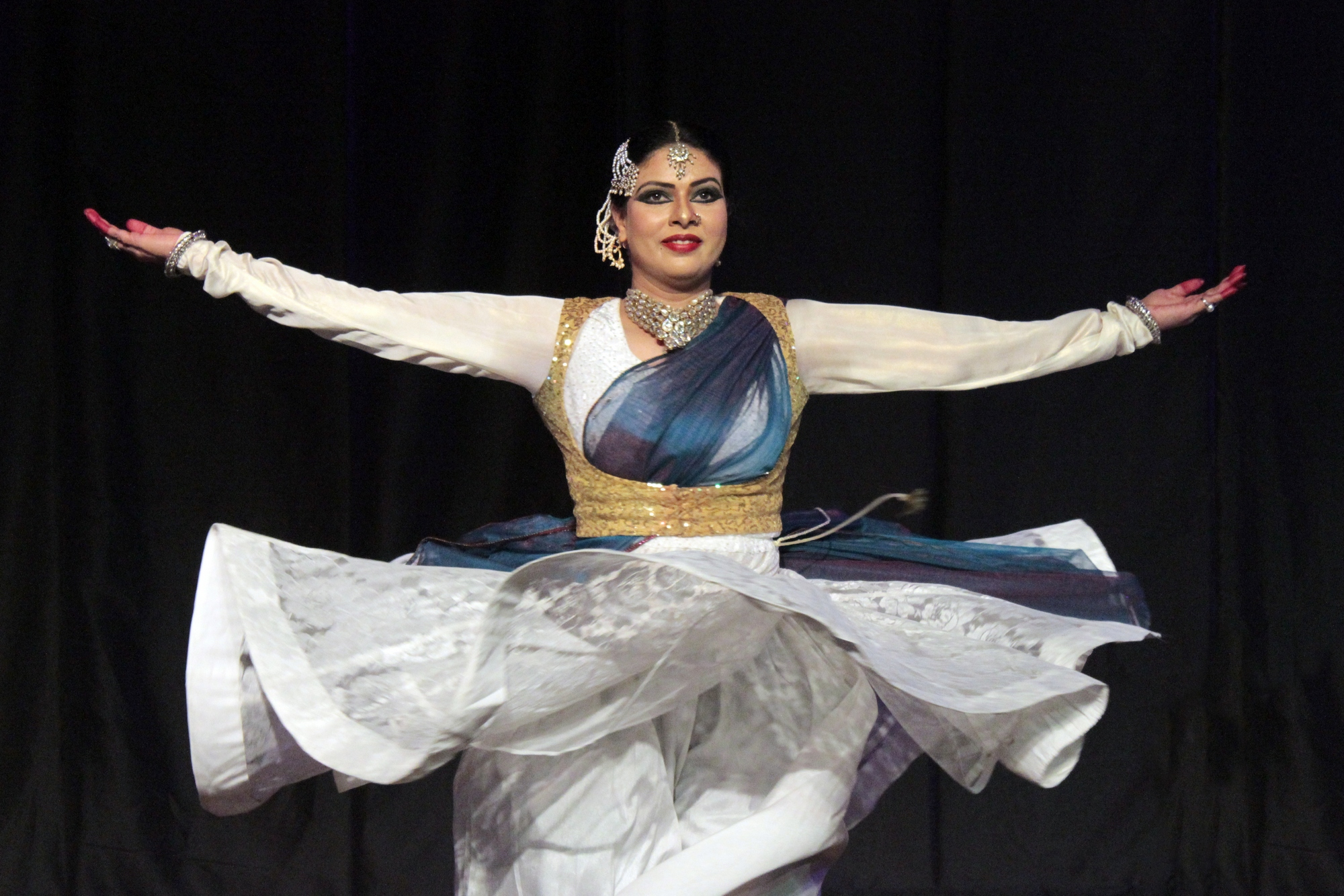
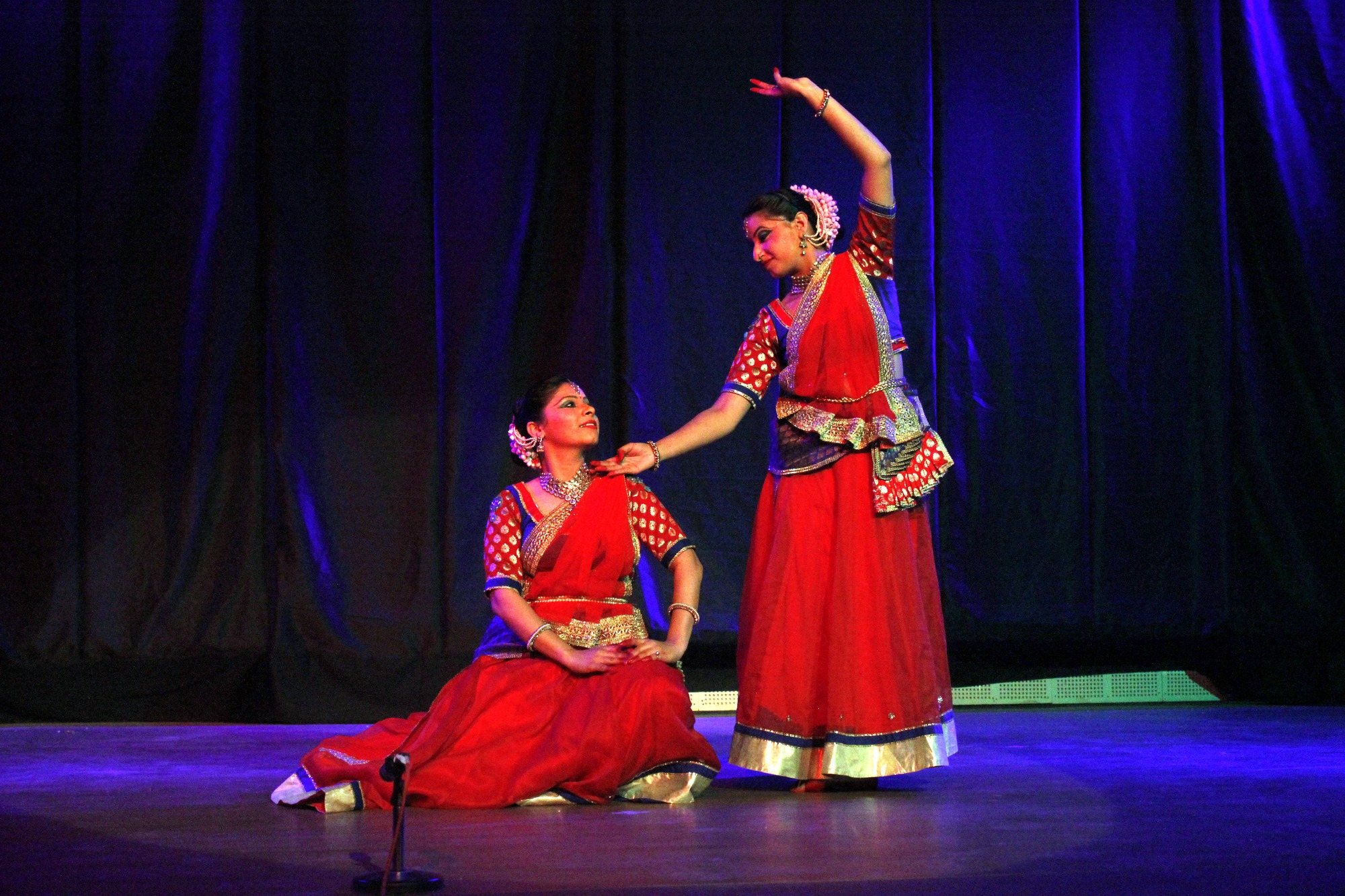
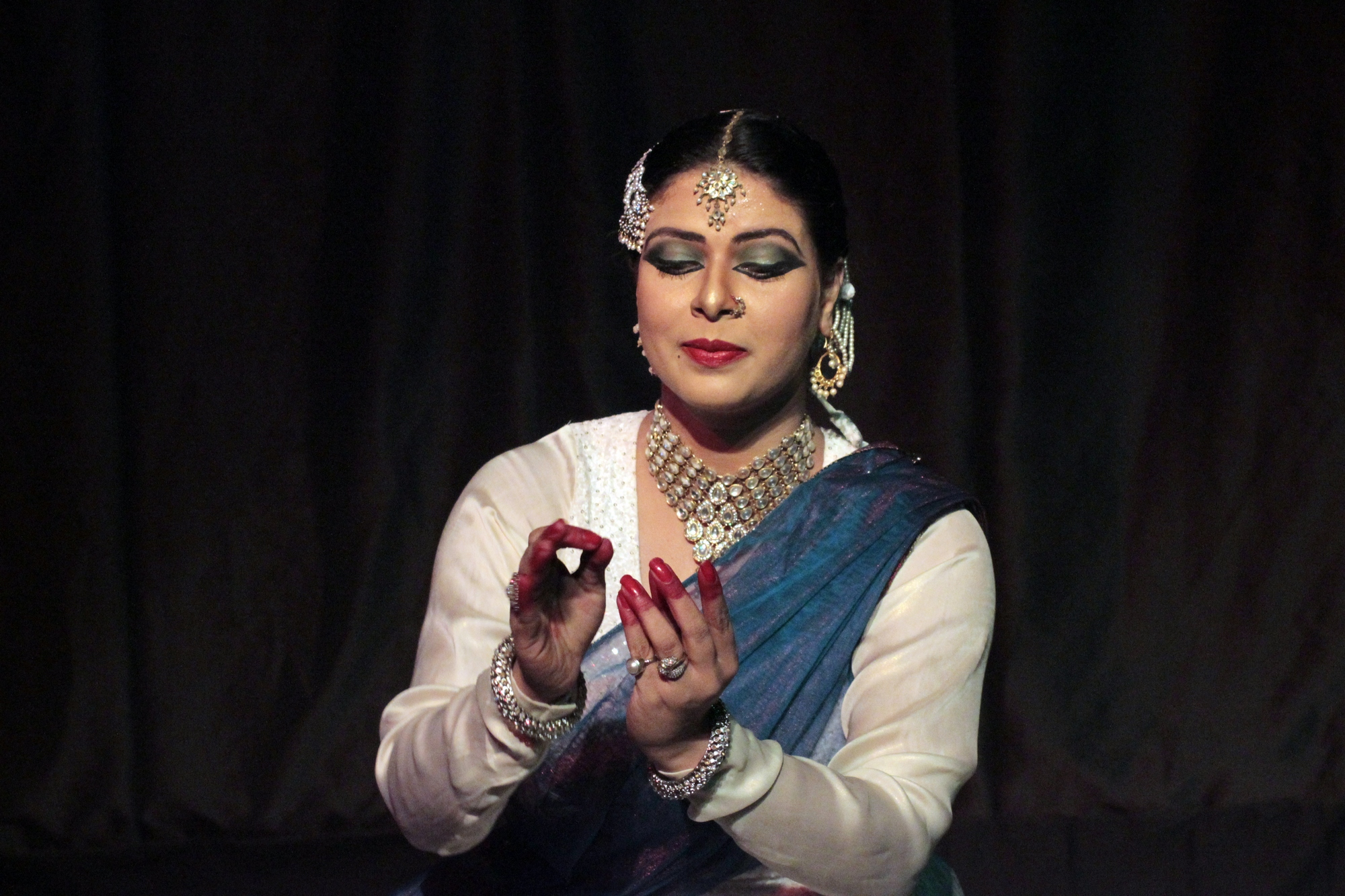
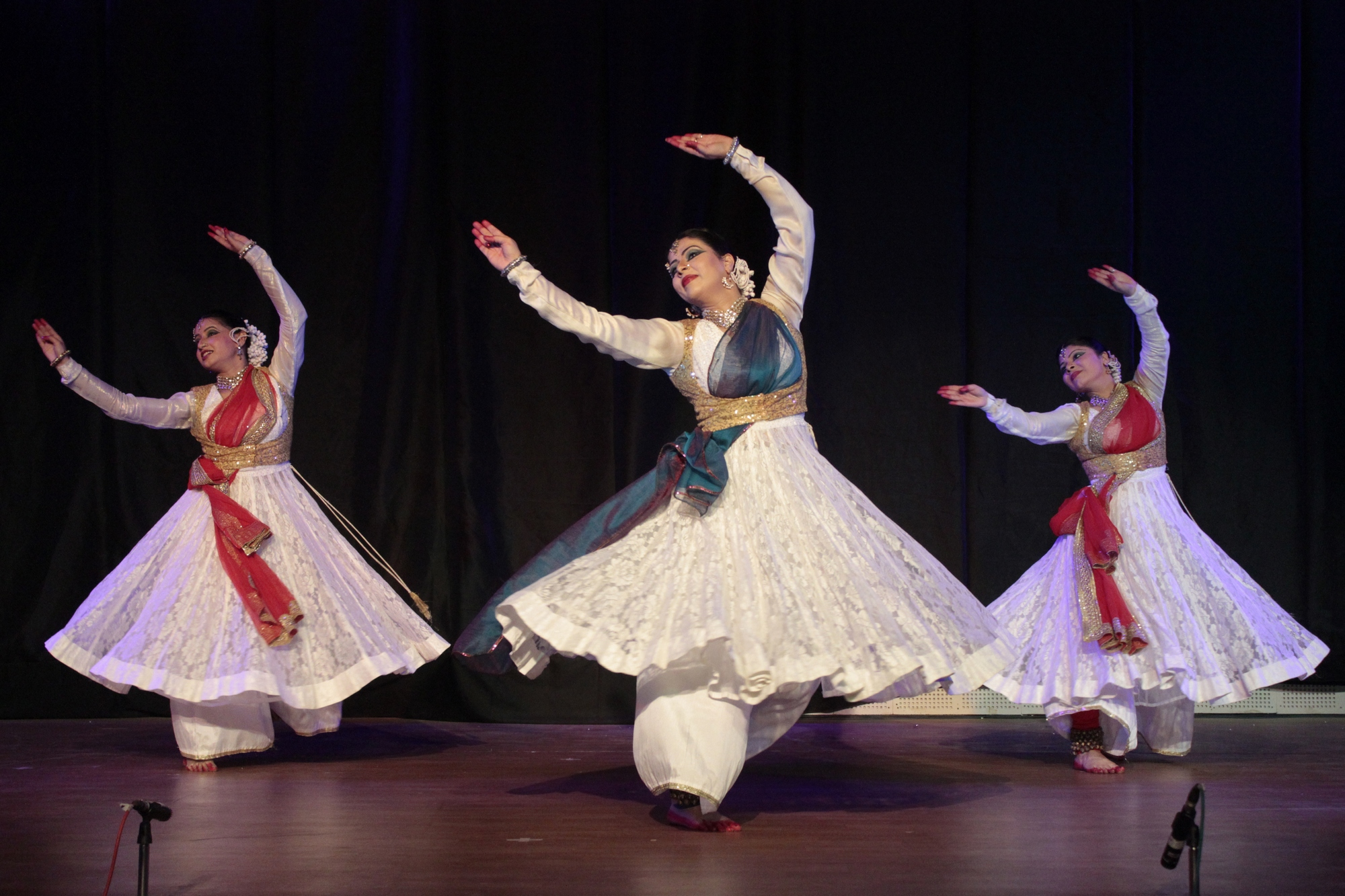